# Tessaratomidae
Tessaratomidae Stål, 1865, è una famiglia di insetti dell'ordine Rhynchota Heteroptera, superfamiglia dei Pentatomoidea. Comprende circa 235 specie.

## Descrizione, biologia e diffusione
Sono insetti di grandi dimensioni, con corpo ellittico. Il capo è relativamente piccolo e carenato lateralmente, ha antenne di 4-5 articoli e rostro breve. Il mesoscutello ha forma triangolare e ricopre solo parzialmente le emielitre, lasciando sporgere l'intero corio e la membrana. Le zampe hanno tarsi composti da 2-3 segmenti.
I Tessaratomidae sono fitofagi, associati a piante appartenenti a svariate famiglie. Quelle di interesse agrario sono occasionalmente dannose e annoverate fra le avversità minori.
La famiglia è diffusa principalmente nelle regioni tropicali dell'Africa, dell'Asia e dell'Oceania.

## Sistematica
La famiglia comprende 57 generi ripartiti in tre sottofamiglie:
- Natalicolinae
- Oncomerinae
- Tessaratominae